# 정체전선

일기도에서 나타내는 정체전선

정체전선(停滯前線, 영어: stationary front, quasi-stationary front)은 찬 기단과 따뜻한 기단의 양쪽 세력이 비슷하여 거의 이동하지 않고 계속 일정한 자리에 머물러 있는 전선을 말한다.
북반구를 기준으로 보통 정체전선이 동서로 길게 발생한다. 정체전선 근처에서는 날씨가 흐리고 비가 오는 시간도 길어지는데, 여름철 한반도에 걸치는 장마전선이 대표적인 예이다.

## 같이 보기
- 온난전선
- 한랭전선
- 장마전선
- 온대 저기압